# Asiatischer Schlangenkopffisch
Der Asiatische Schlangenkopffisch (Channa asiatica) ist eine von bisher vier im Kerngebiet Chinas beheimateten Fischarten der Gattung Channa; die anderen drei Arten sind Channa argus, Channa maculata und Channa nox. Es ist der erste überhaupt beschriebene Schlangenkopffisch. Sie geht auf Linné in dessen zoologischen Fundamentalwerk Systema Naturae aus dem Jahre 1758 zurück. Der Typenfundort ist nicht aus der Erstbeschreibung zu entnehmen. Sein angestammtes Verbreitungsgebiet ist Südostchina, er ist aber auf nicht geklärte Weise nach Taiwan und sogar nach Südjapan (Okinawa) migriert.
Channa asiatica ist ein Schlangenkopffisch der mittleren Größe, d. h. ein Fisch der ca. 30–35 cm groß wird. Er ist von grünlich-beige Körperfarbe auf welchem er mehrere „<“-artige Zeichnungen besitzt, die von silbrigen Glanzschuppen umrandet sein können. Neben diesen charakteristischen Glanzschuppen besitzt Channa asiatica einen Ocellus auf der Schwanzwurzel. Er zählt zu den Raubfischen, die sich als Lauerjäger betätigen. Man findet ihn in meist stehenden Gewässern, von wo er als Speisefisch auf die lokalen Märkte gebracht wird.
Channa asiatica zählt auch zu den ersten Schlangenkopffischen, die in aquaristischer Haltung gezüchtet worden sind. So z. B. wurde er von William T. Innes in den 20er Jahren in den USA nachgezüchtet. Literatur dieser Zeit vermerken diesen Fisch als nestbauenden Schlangenkopffisch. Nachzuchten in Deutschland aus dem Jahre 2006 haben gezeigt, dass dieser Fisch schon bei Wassertemperaturen von 21 °C laicht.